# 华北治安军
华北治安军，又名华北绥靖军，俗称“皇协军”，是抗日战争期间，日军华北方面军扶植控制的一支中国武装，即伪军。

## 历史
1937年12月14日在北平成立以王克敏为首的偽「中华民国临时政府」。齐燮元任治安部总长。1940年，在治安肃正行动结束之后，日军成功地扩大了在华北的占领区域，缩小了国民革命军敌后部队控制区域。为巩固战果，日军决定在华北政务委员会的架构下设立中国人组成的亲日武装，以弥补日军数量的不足，加强对占领区的控制和开发，达到在华北驻军至少可以在经济上自给自足的情况，以此应对中国方面“持久战”的战略。
1940年1月14日，华北治安军在北平正式成立，司令齐燮元，其部队主要指挥人员出自日本人控制的通县陆军军官学校，兵员来自原华北剿共军以及在日军占领区招募人员。全军编制3个集团15000余人，实际人数5000余人。1940年3月30日，汪精卫在南京设立「中华民国国民政府」，北平的「中华民国临时政府」改称华北政务委员会，华北治安军改名华北绥靖军，但习惯上仍称治安军，名义上归属汪精卫政府管辖。华北治安军声称自己负责华北地区的治安，但是军队实权掌握在各级日军顾问手中。
治安军初期负责河北以及山东北部的治安维持工作，1940年底扩军至5万余人后，开始全部配合日军发动对中国各敌后区域的扫荡作战。到1942年，华北治安军一度发展到12个集团，9万余战斗人员，战斗区域也扩大至包括山西、山东南部的全部华北地区。
1943年，杜锡钧接替齐燮元任总司令，1945年2月，门致中接任总司令（华北政务委员会绥靖总署督办）。抗战胜利时，华北治安军共编有13个集团，兵力5.5万人。
1945年9月，华北治安军余部13个集团，兵力5.5万人被改编为国民革命军第九路军。

## 组织架构
- 华北陆军军官学校（又称“清河军校”）总计招生7期、毕业5期，第一期毕业297人、第二期毕业926人、第三期毕业706人、第四期毕业493人、第五期毕业428人，6年内总计为华北治安军输送排长等初级军官2850名。
- 华北陆军宪兵学校，宪兵司令邵文凯兼校长
- 华北陆军军官队，轮训连长以上中高级军官。
- 陆军经理训练班
- 陆军军医训练班
- 译务训练班
- 准尉训练班，培养连队司务长
- 军法训练班
- 汽车驾驶驾驶训练队
- 军官候补生队

每个集团下辖两至三个团。
- 第1集团：駐北平北苑。历任司令：刘凤池(1939年10月6日任)、李定衡(1941年7月9日任)、李阔泉(1942年10月4日任)、卢凤策(1943年3月29日任)。下辖第一团、第二团。
- 第2集团：駐河北保定。历任司令：黄南鹏(1939年10月6日任)、李瑛(1942年3月20日任)、栾乐山(1943年4月任)。下辖第三团、第四团（后改为第三团、第八团）
- 第3集团：駐河北唐山。司令：刘组笙(1939年10月6日任)、卢凤策(1942年10月4日任)、宋延裕(1943年3月29日任)。下辖第五团、第六团。
- 第4集团
- 第5集团
- 第6集团
- 第7集团
- 第8集团：1941年初进驻胶东平度县、掖县、莱阳。辖第21、第22、第34团，共计3000余人。少将司令官宋延裕(1941年11月1日任)

；1942年10月4日徐贯一；1943年4月王铁相接任。
- 第9集团
- 第10集团：駐河北密云，1943年9月由第一零一集团改称第十集团。司令：王铁相(1941年9月27日任)、田文炳(1941年10月6日任)、李燮坤(1942年3月20日任)、杨琦(1943年5月任)。下辖辖第一零一团、第一零二团、第一零三团和炮兵队（三个团番号后改 第二十八团、第二十九团、第三十团 ）
- 第11集团： 1943年9月由第一零二集团改称第十一集团。司令：高瑞林 (1941年9月27日任)，下辖第三十一(原一零四团)、第三十二(原一零五团)、第三十三团(原一零六团)。
- 第12集团
- 第13集团
- 教导集团：华北陆军军士教导团1941年10月并入。另辖步兵教导团。